# Micell

En micell av fosfolipider i tvärsnitt - De flesta fosfolipider bildar dock aldrig miceller, utan snarare ex cellmembran.

Miceller är vanligen runda aggregat av surfaktantmolekyler som bildas då koncentrationen av surfaktanter blir för hög för att kunna lösa fler surfaktanter i lösningen. Miceller i vattenöverskott byggs upp så att de hydrofoba delarna pekar in mot mitten och de hydrofila utåt. Den koncentration vid vilken miceller börjar bildas kallas kritisk micellkoncentration och förkortas c.m.c. (från engelskans "Critical Micelle Concentration") Den kan lätt bestämmas då ytspänningen efter c.m.c. inte längre minskar nämnvärt trots ytterligare tillsatser av surfaktanten.  

Inversa miceller bildas när organiskt lösningsmedel är i överskott

Miceller har användbara egenskaper. De kan användas för att lösa oljor som är olösliga i vatten. Inne i micellen, dit de oljelösliga delarna av surfaktantmolekylen pekar, finns då små oljedroppar. Emulgeringsmedel kan till exempel vara micellbildande surfaktanter, liksom disk- och tvättmedel som löser upp fett i vattnet.